# Liste der Wappen im Landkreis Bad Dürkheim
Diese Liste beinhaltet – geordnet nach der Verwaltungsgliederung – alle in der Wikipedia gelisteten Wappen des Landkreises Bad Dürkheim in Rheinland-Pfalz. In dieser Liste werden die Wappen mit dem Gemeindelink angezeigt.

## Landkreis Bad Dürkheim

Landkreis Bad Dürkheim[1]
Lage in Rheinland-Pfalz
Lage in Deutschland

### Verbandsfreie Städte/Gemeinden

Bad Dürkheim[2]
Grünstadt[3]
Haßloch[4]

### Verbandsgemeinde Deidesheim

Verbandsgemeinde Deidesheim[5]
Deidesheim[6]
Forst an der Weinstraße[7]
Meckenheim[8]
Niederkirchen bei Deidesheim[9]
Ruppertsberg seit 12. Mai 1955[10]

### Verbandsgemeinde Freinsheim

Verbandsgemeinde Freinsheim[11]
Bobenheim am Berg[12]
Dackenheim[13]
Erpolzheim[14]
Freinsheim[15]
Herxheim am Berg[16]
Kallstadt[17]
Weisenheim am Berg[18]
Weisenheim am Sand[19]

### Verbandsgemeinde Lambrecht (Pfalz)

Verbandsgemeinde Lambrecht (Pfalz)[20]
Elmstein[21]
Esthal[22]
Frankeneck[23]
Lambrecht[24]
Lindenberg[25]
Neidenfels[26]
Weidenthal[27]

### Verbandsgemeinde Leiningerland
- Verbandsgemeinde Leiningerland[28]
- Altleiningen[29]
- Battenberg (Pfalz)[30]
- Bissersheim[31]
- Bockenheim an der Weinstraße[32]
- Carlsberg[33]
- Dirmstein[34]
- Ebertsheim[35]
- Gerolsheim[36]
- Großkarlbach[37]
- Hettenleidelheim[38]
- Kindenheim[39]
- Kirchheim an der Weinstraße[40]
- Kleinkarlbach[41]
- Laumersheim[42]
- Mertesheim[43]
- Neuleiningen[44]
- Obersülzen[45]
- Obrigheim (Pfalz)[46]
- Quirnheim[47]
- Tiefenthal[48]
- Wattenheim[49]

### Verbandsgemeinde Wachenheim an der Weinstraße

Verbandsgemeinde Wachenheim an der Weinstraße[50]
Ellerstadt[51]
Friedelsheim[52]
Gönnheim[53]
Wachenheim an der Weinstraße[54]

Anmerkung: König Ludwig I. genehmigte Wachenheim am 7. Oktober 1845 zwei Wappen. Aktuell wird allerdings nur noch Wappen I verwendet.

### Historische Wappen

Landkreis Frankenthal (Pfalz)[55]
Landkreis Neustadt an der Weinstraße[56]

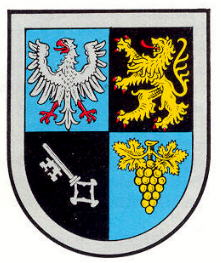
Verbandsgemeinde Grünstadt-Land
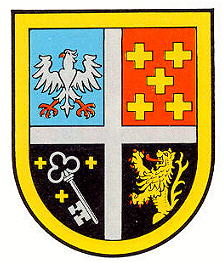
Verbandsgemeinde Hettenleidelheim
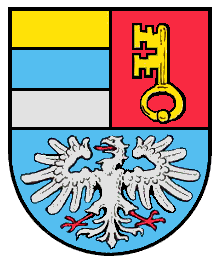
Albsheim an der Eis
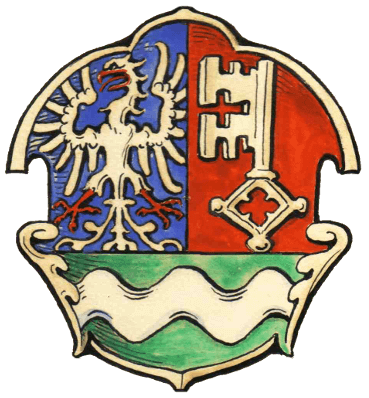
Asselheim
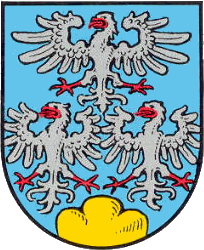
Carlsberg
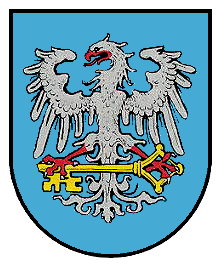
Colgenstein-Heidesheim
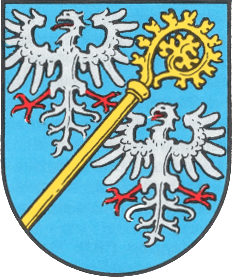
Grethen
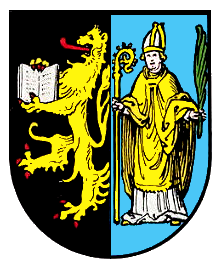
Grevenhausen
Großbockenheim
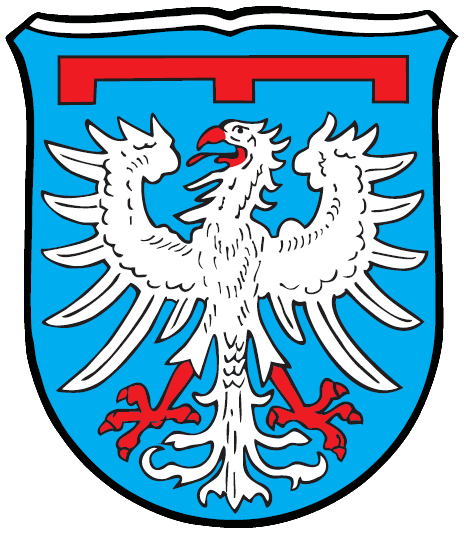
Hardenburg
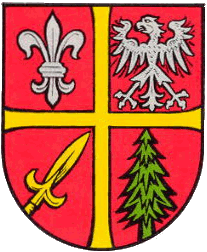
Hertlingshausen
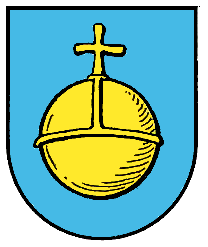
Kallstadt
Kleinbockenheim
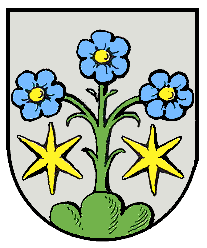
Leistadt
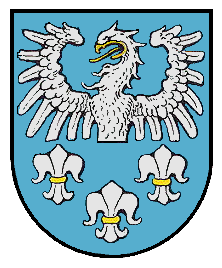
Mühlheim an der Eis
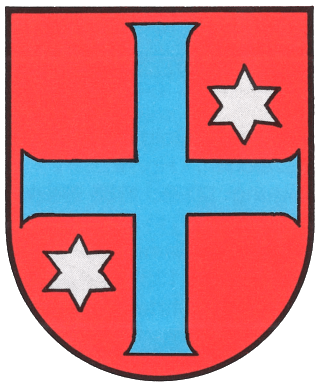
Niederkirchen bei Deidesheim
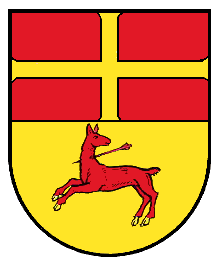
Obrigheim (Pfalz)
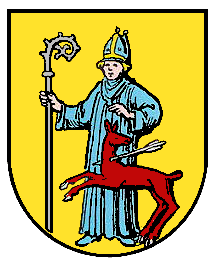
Obrigheim (Pfalz)
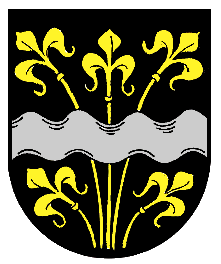
Rodenbach
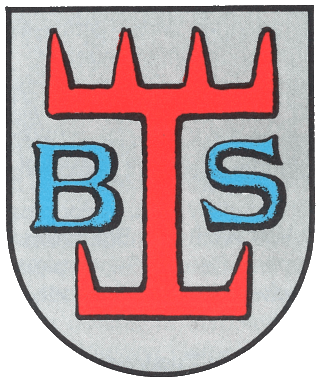
Ruppertsberg von 1737 bis 1955
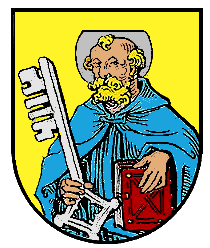
Sausenheim
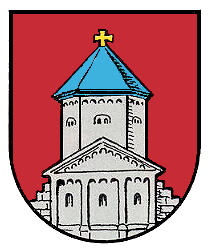
Seebach
Ungstein
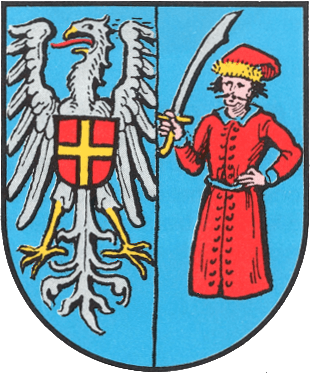
Wattenheim von 1902 bis 1958
Verbandsgemeinde Grünstadt-Land[57]
Altleiningen

- Verbandsgemeinde Hettenleidelheim[58]
- Albsheim an der Eis[59]
- Asselheim[60]
- Carlsberg[61]
- Colgenstein-Heidesheim[62]
- Grethen[63]
- Grevenhausen[64]
- Großbockenheim[65]
- Hardenburg[66]
- Hertlingshausen[67]
- Kallstadt[68]
- Kleinbockenheim[69]
- Leistadt[70]
- Mühlheim an der Eis[71]
- Niederkirchen bei Deidesheim[72]
Obrigheim (Pfalz)[73]
Bissersheim
Bockenheim an der Weinstraße
Carlsberg
Dirmstein
Ebertsheim
Gerolsheim
Großkarlbach
Hettenleidelheim
Kindenheim
Kirchheim an der Weinstraße
Kleinkarlbach
Laumersheim
Mertesheim
Neuleiningen
Obersülzen
Obrigheim (Pfalz)
Quirnheim
Tiefenthal
Wattenheim

- Rodenbach[74]
- Ruppertsberg von 1737 bis 1955[75]
- Sausenheim[76]
- Seebach[77]
- Ungstein[78]
- Wattenheim von 1902 bis 1958[79]

## Blasonierungen
1. ↑  Landkreis Bad Dürkheim: Gespalten durch einen mit zwei blauen Trauben mit grünen Weinblättern belegten silbernen Pfahl von Schwarz und Blau; rechts ein linksgewendeter, rotbewehrter, schreitender goldener Löwe; links ein rotbewehrter silberner Adler.
2. ↑  Bad Dürkheim: In Silber ein schwarzer Maueranker (Türangel).
3. ↑  Grünstadt: In Grün ein rotbewehrter silberner Adler, bewinkelt von vier gleichschenkligen goldenen Kreuzchen.
4. ↑  Haßloch: Geteilt und oben von Schwarz und Blau gespalten, oben rechts ein rotbewehrter, -bezungter und -bekrönter goldener Löwe, links drei rotbewehrte silberne Adler 2:1, unten in Silber ein gekrümmter schwarzer Haken in Form eines spiegelverkehrten Großbuchstabens S.
5. ↑  Verbandsgemeinde Deidesheim: In 16-fach von Gold und Blau geständertem Schildbord von Blau und Schwarz gespalten, rechts ein durchgehendes silbernes Kreuz, links ein wachsender rotbewehrter, -bezungter und -bekrönter goldener Löwe, darüber eine goldene Weintraube mit goldenem Blatt.
6. ↑  Deidesheim: In Blau ein schwebendes silbernes Tatzenkreuz, oben rechts und unten links bewinkelt von einem sechsstrahligen goldenen Stern.
7. ↑  Forst an der Weinstraße: Geteilt und unten gespalten, oben auf grünem Boden in Silber sieben grüne Bäume unterschiedlicher Länge, unten rechts in Blau ein durchgehendes silbernes Kreuz, unten links in Grün mit rotem Boden ein silbernes Gotteslamm mit goldenem Nimbus und Kreuzesfahne.
8. ↑  Meckenheim: In geviertem Schild oben rechts und unten links in Schwarz ein rotbewehrter, -bezungter und -bekrönter goldener Löwe, oben links und unten rechts von Silber und Blau gerautet, in der Mitte belegt mit einem schwarzumrandeten goldenen Kreis, darin ein schwarzes M.
9. ↑  Niederkirchen: In Rot ein schwebendes angetatztes goldenes Kreuz, oben links und unten rechts bewinkelt von je einem sechsstrahligen silbernen Stern.
10. ↑  Ruppertsberg: In Gold ein in den Ecken gemauerter schwarzer Turm mit vier Zinnen über einer schwarzen Mauer mit je einer Zinnen rechts und links und mit einem offenen Spitztor, darin in Gold eine grünbestielte blaue Traube.
11. ↑  Verbandsgemeinde Freinsheim: In achtfach von Silber und Blau geteiltem Schildbord in viergeteiltem Schild oben rechts in Blau ein rotbewehrter silberner Adler, oben links in Gold ein schräggelegter, mit dem Bart nach unten gekehrter schwarzer Schlüssel, unten rechts in Gold eine blaue Traube, unten links in Schwarz ein rotbewehrter und -bezungter goldener Löwe.
12. ↑  Bobenheim am Berg: In Gold ein schwarzes Gemarkungszeichen.
13. ↑  Dackenheim: In Rot auf grünem Grund nebeneinander, je in goldener Kleidung mit goldener Krone und silberner Gloriole, rechts die Gottesmutter mit dem Kind auf dem rechten Arm, links die heilige Katharina, in der Rechten ein gesenktes silbernes Schwert mit goldenem Knauf und mit einem zerbrochenen roten Rad zu ihren Füßen, oben zwischen den Kronen und Gloriolen ein sechsstrahliger goldener Stern.
14. ↑  Erpolzheim: Von Blau und Silber gespalten, rechts ein halber rotbewehrter silberner Adler am Spalt, links eine aufgerichtete blaue Weintraube mit grünen Blättern.
15. ↑  Freinsheim: Von Blau und Silber geteilt, oben ein wachsender linksgewendeter rotbewehrter, -bezungter und -bekrönter goldener Löwe, unten ein roter Großbuchstabe F, beseitet von je einer grünbestiehlten blauen Traube.
16. ↑  Herxheim am Berg: In Rot auf grünem Dreiberg eine aufgerichtete silberne Hacke mit goldenem Stiel.
17. ↑  Kallstadt: Über goldener Zinnenmauer, darin ein roter Reichsapfel mit goldenem Reif und rotem Kreuz, beseitet von je einer blauen Schießscharte, in Blau ein rotbewehrter silberner Adler.
18. ↑  Weisenheim am Berg: Von Silber und Schwarz geteilt, oben die miteinander verschlungenen schwarzen Großbuchstaben W A B, unten ein sechsstrahliger goldener Stern, beseitet von je einer silbernen Rose mit goldenen Butzen.
19. ↑  Weisenheim am Sand: In Rot ein aufrecht gestellter goldener Palmzweig, beseitet von zwei sechsstrahligen goldenen Sternen.
20. ↑  Verbandsgemeinde Lambrecht (Pfalz): In achtfach von Silber und Grün geteiltem Schildbord in Silber ein grüner Dreiberg, aus diesem herauswachsend ein blauer Wellenpfahl, beseitet rechts von einem wachsenden grünen Baum, links von einem wachsenden roten Zinnenturm mit drei gotischen silbernen Fenstern 1:2.
21. ↑  Elmstein: In Silber zwei gekreuzte rote Doppelhaken, bewinkelt von vier sechsstrahligen goldenen Sternen.
22. ↑  Esthal: Unter silbernem Schildhaupt in Schwarz ein schwebendes kugelbesetztes goldenes Tatzenkreuz.
23. ↑  Frankeneck: Durch eine blaue Wellendeichsel, oben rechts in Rot ein schwebendes blaues Beil mit goldenem Stiel, oben links in Rot ein schwebender blauer Forstsichelhaken mit goldenem Stiel, unten in Silber eine blaubereifte rote Bütte mit silbernem Inhalt, davor stehend ein rotes Rührsieb.
24. ↑  Lambrecht: Von Schwarz und Grün geteilt, oben ein rotbewehrter, -bezungter und -bekrönter goldener Löwe, unten drei silberne Lämmer.
25. ↑  Lindenberg: Von Gold und Rot gespalten, rechts aus einer anstoßenden roten Zinnenmauer wachsend eine grüne Linde, deren Laub belegt ist mit einem goldenen Schild, darin eine rote Hirschstange, links der heilige Cyriacus mit goldenem Nimbus und in goldenem Ornat, in der Rechten eine grüne Traube mit zwei Blättern, in der Linken einen grünen Palmzweig haltend.
26. ↑  Neidenfels: In Rot ein steinernes silbernes Haus in Vorderansicht mit Treppengiebel.
27. ↑  Weidenthal: In Silber ein aufrecht gestellter wachsender goldener Krummstab mit linksgewendeter Krümme (Bischofsstab).
28. ↑  Verbandsgemeinde Leiningerland: In silbernem Schildbord durch ein durchgehendes angetatztes goldenes Kreuz geviert, oben rechts in Blau ein rotbewehrter silberner Adler, oben links in Schwarz ein rotbewehrter und - bezungter goldener Löwe, unten rechts in mit goldenen Kreuzen bestreutem Feld ein schräggestellter silberner Schlüssel mit nach unten gekehrten Bart, unten links in Blau ein goldbeblätterte goldene Weintraube.
29. ↑  Altleiningen: In Rot ein schwebendes angetatztes goldenes Kreuz mit eingeschlagenen eichenblattartigen Verzierungen an den Balkenenden, bewinkelt von vier silbernen Adlern.
30. ↑  Battenberg: Von Blau und Silber geteilt, oben ein rotbewehrter und -bezungter silberner Adler, unten ein nach links springender schwarzer Hund.
31. ↑  Bissersheim: In Silber die heilige Margaretha in rotem Kleid und blauem Mantel mit goldenem Haar, goldenbeschuht und -bekrönt, in der Rechten einen goldenen Kreuzstab, auf einem auf dem Boden liegenden (überwundenen) grünem Lindwurm.
32. ↑  Bockenheim: Von Blau und Silber geteilt, oben auf schreitendem silbernem Ross (Schimmel) mit goldener Mähne, goldenem Schweif und goldenem Zaumzeug der heilige Martin in silberner Rüstung mit goldenem Nimbus, mit silbernem Schwert seinen roten Mantel teilend, unten auf grünem Boden ein aufspringender silbergehörnter schwarzer Ziegenbock.
33. ↑  Carlsberg: In Rot ein durchgehendes angetatztes goldenes Kreuz, oben rechts eine silberne Lilie, oben links ein silbernbewehrter silberner Adler, unten rechts eine schräglinks gelegte wachsende goldene Speerspitze, unten links eine wachsende grüne Tanne.
34. ↑  Dirmstein: Geteilt und oben von Schwarz und Blau gespalten, oben rechts ein rotbewehrter und -bezungter goldener Löwe, oben links in mit goldenen Kreuzchen bestreutem Feld ein schräggelegter, mit dem Bart nach oben gekehrter silberner Schlüssel, unten ein rot-silbernes Wolkenfeh.
35. ↑  Ebertsheim: In Grün zwei schräggekreuzte goldene Schippen mit abwärts gekehrten silbernen Schaufeln mit viereckigen Handgriffen oben am Stiel, überdeckt von einem goldenen Pickel mit gesenktem silbernen Eisen.
36. ↑  Gerolsheim: In Rot ein dreizackiges silbernes Fischspeereisen, unten beidseits von je einer goldenen Rose mit blauen Butzen beseitet.
37. ↑  Großkarlbach: In Grün ein silberner Wellenpfahl.
38. ↑  Hettenleidelheim: In Schwarz ein schrägrechtsgestellter silberner Schlüssel mit abwärtsgekehrtem Bart, unten rechts begleitet von einem schwebenden goldenen Andreaskreuz.
39. ↑  Kindenheim: In Silber auf grünem Grund zwei unbekleidete naturfarbene Kinder, von denen das rechte in der Rechten geschultert eine goldene Hacke, das linke in der Linken ein goldenes Rebmesser (Sesel) hält, während beide mit der anderen Hand zwischen sich eine aufrecht stehende grüne Traube halten.
40. ↑  Kirchheim: Von Silber und Blau gespalten, rechts ein schwarzes Andreaskreuz, links auf grünem Grund eine rotgedeckte silberne Kirche mit goldenem Kreuz.
41. ↑  Kleinkarlbach: In Gold ein grüner Wellenbalken.
42. ↑  Laumersheim: Geteilt, oben in schwarzem, mit goldenem Kreuzchen besätem Feld ein mit abwärts gekehrtem Bart schrägrechts liegender silberner Schlüssel, unten in Blau rechts ein sechsstrahliger goldener Stern, links ein zunehmender goldener Halbmond.
43. ↑  Mertesheim: In Rot auf grünem Dreiberg ein schreitender widersehender silberner Hirsch mit einem goldenen Wiederkreuz statt des Geweihs.
44. ↑  Neuleiningen: Schräggeteilt in mit elf goldenen (gelben) Kreuzen bestreutem schwarzen, darin ein schrägliegender silberner (weißer) Schlüssel und mit neun goldenen (gelben) Kreuzen bestreutem blauen Feld; darin ein rot bewehrter silberner (weißer) Adler.
45. ↑  Obersülzen: In Blau die ganzfigurige Gestalt eines Mitraträgers - Bischofs oder Abtes - mit goldbordierter silberner Mitra, silberner Albe und schwarzer Cappa, in der Rechten ein goldenes Buch mit silbernen Schließen, in der Linken einen goldenen Krummstab haltend.
46. ↑  Obrigheim: Von Blau und Gold geteilt, oben ein rotbewehrter silberner Adler, einen waagrecht gelegten goldenen Schlüssel in den Fängen haltend, unten eine widersehende, springende, am Hals von einem roten Pfeil durchbohrte rote Hirschkuh.
47. ↑  Quirnheim: In geteiltem und oben gespaltenem Schild, oben rechts wiederum gespalten, rechts von Silber und Blau dreizeilig geschachtet, links in Gold ein goldbekrönter halber schwarzer Adler am Spalt, oben links in Blau ein rotbewehrter und -bezungter silberner Löwe, unten in Silber ein blaues Hufeisen mit abwärts gekehrten Stollen.
48. ↑  Tiefenthal: In Rot ein goldenes Tatzenkreuz.
49. ↑  Wattenheim: Von Rot und Blau gespalten, rechts ein durchgehendes goldenes Kreuz, links ein rotbekleideter Tatar mit goldenbordierter roter Pelzmütze und schwarzen Stiefeln, die Linke in die Hüfte gestützt, in der Rechten ein silbernes Krummschwert mit goldenem Griff schwingend.
50. ↑  Verbandsgemeinde Wachenheim an der Weinstraße: In achtfach von Gold und Grün geteiltem Schildbord unter rotem Schildhaupt, darin eine goldene Traube, beseitet von je einem goldenen Weinblatt, in viergeteiltem Schild oben rechts in Schwarz unter einer roten Initiale W ein rotbewehrter und -bezungter goldener Löwe, oben links in Silber der heilige Martin mit blauem Gewand und rotem Mantel auf einem wachsenden linksgewendeten silbernen Pferd (Schimmel) reitend und mit einem silbernen Schwert seinen Mantel teilend, unten rechts in Silber eine grüne Eller, und unten links in Schwarz eine dreitürmige goldene Burganlage mit rundem Torturm und flankierenden Ecktürmen, jeweils rot gedeckt und mit goldenen Wetterfahnen versehen.
51. ↑  Ellerstadt: In Silber auf grünem Grund ein bewurzelter grüner Eller- oder Erlenbaum, dessen goldener Stamm von zwei Wappenschildern beseitet wird, rechts von Blau und Silber und Rot geteilt, links in Silber ein roter Balken, begleitet oben von zwei, unten von einer roten Kugel.
52. ↑  Friedelsheim: In Blau eine silberne Burg mit offenem Tor und drei Türmen mit spitzen roten Dächern, bekrönt von je einer goldenen Wetterfahne.
53. ↑  Gönnheim: In Gold auf grünem Grund der heilige Martin in blauem Harnisch auf einem schreitenden, goldbezäumten und -behuften Schimmel, seinen roten Mantel durch ein silbernes Schwert mit einem am Boden sitzenden Bettler mit goldenem Lendenschurz teilend.
54. ↑  Wachenheim: Wappen I: Unter rotem Schildhaupt, darin ein schwarzer Großbuchstabe W, geviert, oben rechts und unten links in Schwarz ein rotbewehrter, -bezungter und -bekrönter goldener Löwe, oben links und unten rechts von Silber und Blau gerautet. Wappen II: In Silber auf grünem Boden ein rotbewehrter, -bezungter und -bekrönter goldener Löwe, einen schwarzen Großbuchstaben W haltend.
55. ↑  Landkreis Frankenthal (Pfalz): Von Schwarz und Blau durch eine eingeschweifte goldene Spitze, darin ein mit einer grünbestielten und -beblätterten blauen Traube verschlungenes schwarzes Maschinenrad, gespalten, rechts ein linksgewendeter rotbewehrter, -bezungter und -bekrönter goldener Löwe, links ein rotbewehrter silberner Adler.
56. ↑  Landkreis Neustadt an der Weinstraße: Von Schwarz und Rot durch einen mit drei grünen Trauben belegten goldenen Schräglinkswellenbalken geteilt, oben rechts ein linksgewendeter rotbewehrter, -bezungter und -bekrönter goldener Löwe, unten links auf grünen Berg eine silberne Burg.
57. ↑  Verbandsgemeinde Grünstadt-Land: In silbernem Schildbord, von Blau und Schwarz geviert, oben rechts ein rotbewehrter silberner Adler, oben links ein rotbewehrter und -bezungter goldener Löwe, unten rechts ein schrägliegender silberner Schlüssel mit nach oben gekehrtem Bart, unten links eine goldbeblätterte goldene Weintraube.
58. ↑  Verbandsgemeinde Hettenleidelheim: In goldenem Schildbord, durch ein durchgehendes silbernes Kreuz geviert, oben rechts in Blau ein rotbewehrter silberner Adler, oben links in Rot fünf schwebende goldene griechische Kreuze 2:1:2, unten rechts in mit goldenen Kreuzen bestreutem schwarzem Feld ein schräggestellter silberner Schlüssel, mit dem Bart nach unten gekehrt, unten links in Schwarz ein wachsender rotbewehrter und -bezungter goldener Löwe.
59. ↑  Albsheim: Geteilt und oben gespalten, oben rechts von Gold und Blau und Silber geteilt, oben links in Rot ein aufgerichteter goldener Schlüssel, unten in Blau ein rotbewehrter silberner Adler.
60. ↑  Asselheim: Geteilt und oben gespalten, oben rechts in Blau ein rotbewehrter silberner Adler, oben links in Rot ein aufgerichteter goldener Schlüssel, unten in Grün ein silberner Wellenbalken.
61. ↑  Carlsberg: In Blau über goldenem Dreiberg drei rotbewehrte silberne Adler.
62. ↑  Colgenstein-Heidesheim: In Blau ein rotbewehrter silberner Adler, einen waagrecht gelegten goldenen Schlüssel in den Fängen haltend.
63. ↑  Grethen: In Blau ein schräglinks gelegter wachsender Krummstab, beseitet von je einem rotbewehrten silbernen Adler.
64. ↑  Grevenhausen: Von Schwarz und Blau gespalten, rechts ein rotbewehrter und -bezungter goldener Löwe, ein aufgeschlagenes silbernes Buch in den Vorderpranken haltend, links ein Bischof mit goldbordierter silberner Mitra und goldenem Ornat, in der Rechten einen goldenen Krummstab, in der Linken einen grünen Palmzweig haltend.
65. ↑  Großbockenheim: In Silber auf grünem Grund ein springender schwarzer Ziegenbock.
66. ↑  Hardenburg: In Blau unter einem dreilatzigen roten Turnierkragen ein rotbewehrter silberner Adler.
67. ↑  Hertlingshausen: In Rot ein durchgehendes angetatztes goldenes Kreuz, oben rechts eine silberne Lilie, oben links ein silbernbewehrter silberner Adler, unten rechts eine schräglinks gelegte wachsende goldene Speerspitze, unten links eine wachsende grüne Tanne.
68. ↑  Kallstadt: In Blau ein goldener Reichsapfel mit goldenem Kreuz.
69. ↑  Kleinbockenheim: In Blau auf einem silbernen Pferd (Schimmel) mit goldenem Schweif und Zaumzeug der heilige Martin in silbernem Unter- und rotem Obergewand und rotem Hut mit silberner Krempe und mit einem goldenen Nimbus, mit seinem silbernen Schwert mit goldenem Knauf seinen roten Mantel mit dem am Boden hockenden Bettler in goldenem Lendenschurz teilend.
70. ↑  Leistadt: In Silber auf grünem Dreiberg ein beblätterte grüne Kornpflanze mit drei blauen Blüten mit goldenen Butzen, unten beseitet von je einem sechsstrahligen goldenen Stern.
71. ↑  Mühlheim: In Blau oben ein halber goldbezungter silberner Adler, unten drei silberne Lilien 2:1 mit goldenem Wirtel.
72. ↑  Niederkirchen alt: In Rot ein schwebendes angetatztes blaues Kreuz, oben links und unten rechts bewinkelt von je einem sechsstrahligen silbernen Stern.
73. ↑  Obrigheim: Von Rot und Gold geteilt, oben ein durchgehendes angetatztes goldenes Kreuz, einen waagrecht gelegten goldenen Schlüssel in den Fängen haltend, unten eine widersehende, springende, am Hals von einem roten Pfeil durchbohrte rote Hirschkuh.
74. ↑  Rodenbach: In Schwarz fünf goldene Wasserlilien, belegt mit einem silbernen Wellenbalken.
75. ↑  Ruppertsberg: In Silber ein rotes Handwerker- oder Gemarkungszeichen (stilisierte Form eines Turmes), beseitet von den blauen Großbuchstaben B und S.
76. ↑  Sausenheim: In Gold der heilige Petrus wachsend, mit silbernem Nimbus und blauem Mantel, in der Rechten ein aufgerichteter silberner Schlüssel, in der Linken ein rotes Buch mit goldenen Beschlägen.
77. ↑  Seebach : In Rot ein blaugedeckte, mit einem goldenen Kreuz versehene silberne romanische Kirche mit Oktogon.
78. ↑  Ungstein: In Blau ein silbernes Gemarkungszeichen in Form eines Patriarchenkreuzes, dessen unterer Querarm beidseits hufeisenförmig herabgebogen ist.
79. ↑  Wattenheim: Von Blau und Blau gespalten, rechts ein goldbewehrter und rotbezungter silberner Adler, belegt mit einem roten Brustschild, darin ein durchgehendes goldenes Kreuz, links ein rotbekleideter Tatar mit goldbordierter roter Pelzmütze und blauem Gürtel, ohne Stiefel, die Linke in der Hüfte gestützt, in der Rechten ein silbernes Krummschwert mit goldenem Griff schwingend.